# Szűcs Lajos (politikus)
Szűcs Lajos (Budapest, 1964. szeptember 15. – ) magyar igazgatásszervező, jogász, közművelődés-pedagógus, politikus; 2001. április 17. óta a Fidesz – Magyar Polgári Szövetség országgyűlési képviselője.

## Életpályája
1982-ben a Puskás Tivadar Híradás-technikai Szakközépiskolában érettségizett és szerzett szakmai képesítést. 1992-ben az Eszterházy Károly Tanárképző Főiskolán közművelődés-pedagógia szakon végzett. 1998-ban az Államigazgatási Főiskolán igazgatásszervező végzettséget szerzett. 2008-ban az Eötvös Loránd Tudományegyetem Állam- és Jogtudományi Karán jogász végzettséget szerzett.
2006 és 2010 között a Pest Megyei Önkormányzat megyei közgyűlésének elnöke.
2001. április 17. óta a Fidesz – Magyar Polgári Szövetség országgyűlési képviselője, jelenleg a Pest vármegyei 7. számú országgyűlési egyéni választókerületben. 2004. október 11. óta országgyűlési jegyző.
2006. november 20-án, illetve 2014. július 4. és 2015. november 11. között a Fidesz – Magyar Polgári Szövetség frakcióvezető-helyettese.

## Családja
Nős, két gyermekük (Barbara és Anett) van.